# Заикин, Николай Фёдорович
Николай Фёдорович Заикин (23 ноября (5 декабря) 1801 — 23 июля (4 августа) 1833) — декабрист.

## Биография
Из дворян Курской губернии. Отец — курский губернский предводитель дворянства, фатежский помещик, надворный советник Фёдор Михайлович Заикин.
Воспитывался в Москве в пансионах Д. Ф. Дельсаля и И. В. Борденау, а в 1815—1817 годах — в пансионе В. С. Кряжева; до 1819 года жил в деревне у родителей. Поступил в Московское учебное заведение для колонновожатых — 24.3.1819, откуда выпущен по экзамену прапорщиком — 14.4.1821, откомандирован во 2-ю армию — 13.3.1822, командирован на топографическую съёмку в Подольскую губернию — май 1822, назначен обратно в Главную квартиру 2-й армии — ноябрь 1823, состоял при школе топографов, подпрапорщик — 6.4.1824.
Член Южного тайного общества (1824).
Арестован 14.1.1826, доставлен в Петербург из Тульчина на главную гауптвахту — 22.1, в тот же день переведён в Петропавловскую крепость («посадить по усмотрению и содержать строго») в № 30 Кронверкской куртины, 31.1.1826 повелено «по заковании в ручные железа, снабдив теплою для дороги одеждою для отправки в Тульчин, сдать Слепцову» (для розыска бумаг Пестеля).
Осуждён по VIII разряду; приговорён на поселение вечно. Отправлен в Гижигинск Охотского округа, но до Гижигинска доехать не успел, так как срок был сокращён до 20 лет; а Заикин обращён на поселение в Витим Иркутской губернии, куда прибыл в 1828 году. Умер в Витиме, могила не сохранилась.
Писал стихи.
Брат Фёдор также привлекался к следствию по делу декабристов; не являясь членом тайных обществ, он знал, где была зарыта «Русская правда» П. И. Пестеля.